# بني الشيخ (حجة)

تعديل مصدري - تعديل

بني الشيخ هي إحدى قرى عزلة جبل عيان بمديرية حجة التابعة لمحافظة حجة، بلغ تعداد سكانها 125 نسمة حسب تعداد اليمن لعام 2004.